# Bilderbuchkino
Ein Bilderbuchkino (Bilderbuch-Kino) ist eine Form des Vorlesens und der Präsentation von Bilderbüchern. Bei einer Bilderbuchkino-Veranstaltung betrachten Kinder die Bilder eines Bilderbuchs auf einer Leinwand, während ihnen der Text des Buches dazu vorgelesen wird. Als Bilderbuchkino wird auch die dabei eingesetzte Medienkombination aus Buch und zugehöriger Dia-Serie oder einem anderen Medium bezeichnet.

## Bilderbuchkino als Veranstaltung
Bilderbuchkinos werden zumeist von Kindertagesstätten, Grundschulen oder Öffentlichen Bibliotheken durchgeführt. Viele Öffentliche Bibliotheken bieten regelmäßig Bilderbuchkino-Veranstaltungen an.
Im Rahmen einer Bilderbuchkino-Veranstaltung kann mit den Kindern über den Text, die Illustrationen oder weiterführende Fragen gesprochen werden. Die Kinder werden dabei an den Umgang mit Büchern, das Zuhören und Verstehen von Geschichten oder an die im Buch behandelte Thematik herangeführt. Somit kann der Einsatz eines Bilderbuchkinos im Rahmen der Leseförderung geschehen. Eine Bilderbuchkino-Veranstaltung kann Teil eines pädagogischen Projektes, einer Unterrichtseinheit oder einer größeren Veranstaltung sein.

## Einsatz der Medien
Die Präsentation der Bilder auf der Leinwand erfolgt meist mit einem Diaprojektor oder Beamer. Medienzentren oder Bibliotheken bieten entsprechende Medienpakete als Kombination aus einem Bilderbuch und der dazugehörenden Dia-Serie oder CD-ROM/DVD-ROM zur Ausleihe an. Auf den Dias sind die Illustrationen des jeweiligen Buches ohne den im Buch abgedruckten Text enthalten. Die CD-ROM/DVD-ROM enthält eine Datei, in der ebenfalls nur die Illustrationen des Buches enthalten sind. Einige Verlage bieten auf ihrer Homepage eine Auswahl an Bilderbuchkinos als Datei zum Download an.